# 大熊未沙
大熊 未沙（おおくま みさ、1990年10月29日 - ）は、群馬県出身のタレント。

## 略歴・人物
身長164cm、スリーサイズはB82・W59・H86。血液型はA型。
趣味はダンス、写真、入浴剤を集めること。特技はランニング（陸上競技歴は7年）、フットサル。跳躍競技（高跳）では、地元の市の大会で2位を記録したことがある。
2007年、松竹芸能の芸能人女子フットサルチーム「蹴竹G」に入団。背番号は「10」。2009年1月のチーム解散まで所属していた。
2010年はJリーグの湘南ベルマーレが公募した「ベルマーレクイーン」に選ばれ、スタジアムなどでの広報活動を1年間行った。2012年に再び「ベルマーレクイーン2012」に就任した。

## 出演

### テレビ
- イツザイ（テレビ東京）- 当番組内のドラマ「学校の怖い話」で、女子高校生役

### CM
- 資生堂「TSUBAKI」 - 女子音大生 役
- 出光興産「ウルトラ出光人篇」 -  チアガール役（2009年2月から）